# Ligne de Tessonnières à Albi
La ligne de Tessonnières à Albi  est une ligne ferroviaire française, établie dans le département du Tarn, qui relie la gare de Tessonnières à celle d'Albi.
Elle constitue la ligne 741 000 du réseau ferré national.

## Histoire
Cette ligne a été concédée à la Compagnie du chemin de fer de Paris à Orléans (PO) par le décret impérial du 19 juin 1857. La concession portait sur une ligne de Toulouse à un point qui sera ultérieurement déterminé du chemin de fer de Montauban à la rivière du Lot, ladite ligne desservant soit directement soit par embranchement la ville d'Albi.
C'est seulement en 1862 que le tracé définitif a été approuvé. Il s'agissait de la desserte d'Albi par un embranchement à partir de Teyssonnières.
La ligne a été mise en service par le PO le 24 octobre 1864.

## Caractéristiques

### Tracé
La ligne suit la vallée de la Tarn.
La ligne a un très bon profil : aucune déclivité ne dépasse 5 mm par mètre

### Gares
Une seule gare intermédiare subsiste : celle de Marssac-sur-Tarn. Par le passé, les trains s'arrêtaient aussi à Terssac et à Labastide-de-Lévis. Les trains peuvent se croiser dans toutes les gares encore en service.

### Ouvrages d'Art
Le principal ouvrage d'art est le pont de Marssac, sur le Tarn. Il est long de 200 m. On trouve par ailleurs un pont sur le ruisseau de Lavergne.

### Équipement
C'est une ligne à voie unique au bon profil : les déclivités ne dépassent pas 5 ‰. Le rayon des courbes, en dehors des gares d'extrémité, varie entre 800 et 1 000 m.

### Vitesse limite
La vitesse est de 130 km/h pour les trains de voyageurs.